# Sweets (Soda Pop)
Sweets (Soda Pop) is een nummer van Britse dj Fox Stevenson uit 2014.
In Stevensons thuisland het Verenigd Koninkrijk haalde "Sweets (Soda Pop)" geen hitlijsten. Alleen in het Nederlandse taalgebied was het nummer succesvol. Het Nederlandse radiostation Radio 538 riep het nummer uit tot Dancesmash, en in de Nederlandse Top 40 wist het de 13e positie te bereiken. In de Vlaamse Ultratop 50 haalde het de 28e positie.